# Трунку Ис Фолас (Каљари)
Трунку Ис Фолас је насеље у Италији у округу Каљари, региону Сардинија.
Према процени из 2011. у насељу је живело 246 становника. Насеље се налази на надморској висини од 14 м.